# Fredrik Berling
Carl Fredrik Anders Berling, född 22 augusti 1964 i Helsingborg, men uppvuxen i Stockholm, är en svensk TV-programledare, journalist, konferencier, moderator och eventproducent.
Fredrik Berling är son till Christian Berling och barnbarn till Tore Lindwall.
Berling har främst arbetat för Hjärnkontoret, Kloak, Bolibompa och Lilla Sportspegeln. Han har också varit röstskådespelare i två animerade långfilmer, Dinosaurier och Den lilla sjöjungfrun II – Havets hemlighet.
Han arbetar idag bland annat på Utbildningsradion.